# العلاقات الزامبية الليختنشتانية
العلاقات الزامبية الليختنشتانية هي العلاقات الثنائية التي تجمع بين زامبيا وليختنشتاين.

## مقارنة بين البلدين
هذه مقارنة عامة ومرجعية للدولتين:
| وجه المقارنة                                              | زامبيا                         | ليختنشتاين                                 |
| --------------------------------------------------------- | ------------------------------ | ------------------------------------------ |
| المساحة (كم2)                                             | 752.62 ألف                     | 16                                         |
| عدد السكان (نسمة)                                         | 17.09 مليون                    | 37.47 ألف                                  |
| الكثافة السكانية (ن./كم²)                                 | 22.71                          | 234.19 ألف                                 |
| العاصمة                                                   | لوساكا                         | فادوتس                                     |
| اللغة الرسمية                                             | لغة إنجليزية                   | اللغة الألمانية                            |
| العملة                                                    | كواشا زامبي، كواشا زامبي قديم ‏ | فرنك سويسري                                |
| الناتج المحلي الإجمالي (بليون دولار)                      | 25.81 مليار                    | 6.29 مليار                                 |
| الناتج المحلي الإجمالي (تعادل القوة الشرائية) بليون دولار | 62.18 مليار                    |                                            |
| الناتج المحلي الإجمالي الاسمي للفرد دولار أمريكي          | 1.30 ألف                       |                                            |
| الناتج المحلي الإجمالي للفرد دولار أمريكي                 | 3.90 ألف                       |                                            |
| مؤشر التنمية البشرية                                      | 0.586                          | 0.908                                      |
| رمز المكالمات الدولي                                      | +260                           | +423                                       |
| رمز الإنترنت                                              | .zm                            | .li                                        |
| المنطقة الزمنية                                           | ت ع م+02:00                    | توقيت وسط أوروبا، ت ع م+01:00، ت ع م+02:00 |

## منظمات دولية مشتركة
يشترك البلدان في عضوية مجموعة من المنظمات الدولية، منها:
| علم المنظمة | اسم المنظمة                   | تاريخ انضمام زامبيا | تاريخ انضمام ليختنشتاين |
| ----------- | ----------------------------- | ------------------- | ----------------------- |
|             | الاتحاد البريدي العالمي       | ?                   | ?                       |
|             | منظمة حظر الأسلحة الكيميائية  | ?                   | ?                       |
|             | منظمة التجارة العالمية        | ?                   | ?                       |
|             | الأمم المتحدة                 | 1 ديسمبر 1964       | 18 سبتمبر 1990          |
|             | المحكمة الجنائية الدولية      | ?                   | ?                       |
|             | منظمة الشرطة الجنائية الدولية | ?                   | ?                       |
|             | الوكالة الدولية للطاقة الذرية | ?                   | ?                       |
|             | الاتحاد الدولي للاتصالات      | 23 أغسطس 1965       | 25 يوليو 1963           |